# 小行星3041
小行星3041（3041 Webb）是一颗围绕太阳公转的小行星。1980年4月15日，愛德華·鮑威爾在可可尼诺县发现了此天体。
該小行星以英國天文學家托馬斯·威廉·韋伯命名。
这颗小行星的绝对星等为350.7740307044237等。